# Proces wielkopiecowy
Proces wielkopiecowy – zespół reakcji chemicznych i procesów fizycznych zachodzących w wielkim piecu, gdzie w wysokich temperaturach uzyskiwanych podczas spalania koksu następuje redukcja związków żelaza zawartych w jego rudach. Reduktorami w tym procesie jest węgiel (główny składnik koksu) i tlenek węgla (CO) oraz wodór (H2) powstający w wyniku obecności wody we wsadzie. Produktami ubocznymi procesu są żużel i gaz wielkopiecowy.
Reakcje zachodzące podczas procesu wielkopiecowego
C + O
2 → CO
2
C + CO
2 → 2 CO
H
2O + C → H
2 + CO
H
2O + CO → H
2 + CO
2
3 Fe
2O
3 + C → 2 Fe
3O
4 + CO
Fe
2O
3 + 3 C → 2 Fe + 3 CO
Fe
3O
4 + C → 3 FeO + CO
Fe
3O
4 + 4 C → 3 Fe + 4 CO
FeO + C → Fe + CO
3 Fe
2O
3 + CO → 2 Fe
3O
4 + CO
2
Fe
2O
3 + 3 CO → 2 Fe + 3 CO
2
Fe
3O
4 + CO → 3 FeO + CO
2
Fe
3O
4 + 4 CO → 3 Fe + 4 CO
2
FeO + CO → Fe + CO
2
3 Fe
2O
3 + H
2 → 2 Fe
3O
4 + H
2O
Fe
3O
4 + H
2 → 3 FeO + H
2O
FeO + H
2 → Fe + H
2O